# ديفيد ميلار
ديفيد ميلار (بالإنجليزية: David Millar) مواليد 4 يناير 1977 في المطرفة، هو دراج اسكتلندي في صنف سباق الدراجات على الطريق. شارك في دورة الألعاب الأولمبية الصيفية.

## سجل النتائج

### سباقات أو مراحل فاز بها
- طواف فرنسا
- طواف إسبانيا
- طواف إيطاليا

## الميداليات
| الميدالية | المسابقة                  |
| --------- | ------------------------- |
| ذهبية     | دورة ألعاب الكومنولث 2010 |
| برونزية   | دورة ألعاب الكومنولث 2010 |

## روابط خارجية
- ديفيد ميلار على موقع الاتحاد الدولي للدراجات (الإنجليزية)
- ديفيد ميلار على موقع أرشيف الدراجات (الإنجليزية)
- ديفيد ميلار على موقع إحصائيات الدراجات الإحترافية (الإنجليزية)
- ديفيد ميلار على موقع نسبة الدراجات (الإنجليزية)
- ديفيد ميلار على موقع CycleBase (الإنجليزية)
- ديفيد ميلار على موقع أوليمبيديا (الإنجليزية)
- ديفيد ميلار على موقع اللجنة الأولمبية البريطانية (الإنجليزية)
- ديفيد ميلار على موقع اتحاد ألعاب الكومنولث (مؤرشف) (الإنجليزية)